# 7295 Брозовіч
7295 Брозовіч (7295 Brozovic) — астероїд головного поясу, відкритий 22 червня 1992 року.
Тіссеранів параметр щодо Юпітера — 3,605.